# スパイペンギン
『スパイペンギン』（SPY PENGUIN）は、集英社『最強ジャンプ』2012年10月号（2012年9月4日発売）より連載していたOVA作品。

## 概要
最強ジャンプ付録DVDに収録のオリジナルフルCGアニメ作品。コラボレーションとしてリアルスノーによるフルカラーコミックも同時掲載。
台湾を本社に持ち、2012年5月11日に設立した『Next Media Animation Japan』（ネクスト メディア アニメーション）のオリジナルフルCGアニメーション第1弾として製作。広井王子のプロデュースで、国や世代を超えて楽しめるよう『トムとジェリー』のような会話のない（音声、音楽のみ）で臨場感のある動きでみせるスタイルをとっている。
2013年4月20日、台湾の蘋果動新聞では毎週土曜日と日曜日に配信スタート

## ストーリー
人間と動物が力を合わせて世界の悪事を防ぐ秘密結社『PEACE』。パリ支部のスパイペンギンである、ルーキー、テクスチャ、ロボロボの3人は、悪の親玉ネコ・ビッグボスと日々対決する。

## 登場人物

### スパイペンギン
ルーキー（Rookie）
声 - 大谷育江
元気ななチームのリーダー。ジェットシューズで空が飛べ色々な秘密兵器を使う。
テクスチャ（Texture）
声 - 竹本英史
クールな仲間。変身能力を持ち武器や乗り物に変身できる。
ロボロボ（Roborob）
声 - 江川央生
マイペースな名サポーター。鉄くずが大好物で、パワーは3人の中で一番。愛車は空も飛べる三輪自動車・BMW・イセッタ。
ジャンヌ（Jeanne）
声 - 菊池志穂
売店で働きスパイペンギンに協力する妙齢の人間の女性。
WB
声 - 大場真人
事件が発生すると指令を出す、スパイペンギン達のボス。

### 悪の組織
ビッグボス（Big Boss）
声 - 石塚運昇
悪の親玉である、片目のネコ。年齢120歳。
デューク（Duke）
声 - 千葉繁
ビッグボスの部下である、シルクハットを被った部下の黒ネコ。
ヌーヴォー（Nuvou）
声 - 岩田光央
ビッグボスの部下である、肥満のドラネコ。
レディー（Lady）
声 - 佐倉薫
ビッグボスの部下である、紅一点のセクシーなピンクの雌ネコ。

### その他
ねずみのお母さん
声 - 高乃麗
子供とエッフェル塔に来ていたが、塔を破壊しようとするビッグボスのミサイルに巻き込まれそうになる。
ねずみの子供
声 - 菊池志穂
エッフェル塔の双眼鏡に挟まってしまい動けないでいた。

## スタッフ
- 総合プロデュース - 広井王子
- プロデュース - Kith Ng
- キャラクターデザイン。ストーリーボード - 辻野芳輝
- エピソードディレクション - 矢吹勉
- CGディレクター - Raymond Lau
- 音響デザイン - 長崎行男
- 音楽 - 中西長谷雄
- 製作 - Next Media Animation

## 主題歌
- テーマ曲「スパイペンギンスパイ」

作詞 - 広井王子 / 作曲 - 池毅 / 歌 - 大谷育江&スパイペンギン

## 各話リスト
| 話数 | サブタイトル           | 掲載号               |
| ---- | ---------------------- | -------------------- |
| 1    | スパイペンギン登場     | 2012年10月号（#.01） |
| 2    | 秘密の入り口"This"     | 2012年11月号（#.02） |
| 3    | ロッカールームは大騒ぎ | 2012年11月号（#.02） |
| 4    | (秘)アタッシュケース   | 2012年12月号（#.03） |
| 5    | コロコロ大作戦!        | 2012年12月号（#.03） |